# Kolho järnvägsstation
Kolho järnvägsstation är en järnvägsstation i tätorten Kolho i Mänttä-Filpula stad i Finland. Stationen ligger vid Tammerfors–Haapamäki-banan. Vid stationen stannar dagligen alla regionaltåg mellan Tammerfors och Keuru.
Stationen öppnades år 1883. Den 27 maj 1990 upphörde passagerartrafiken i Kolho, men den återupprättades den 3 juni 2007. Det fanns flera sidospår vid järnvägsstationen men de revs år 2020.